# 酒見神社
酒見神社（さかみじんじゃ）は、愛知県一宮市にある神社である。式内社で、旧社格は郷社。倭姫命が滞在した「中嶋宮」の跡とされ、元伊勢の一つとなっている。
天照皇大御神のほか、酒造の神で酒部公の祖である酒弥豆男神（酒看都子、兄曽々保利、麻呂）・酒弥豆女神（酒看都女、弟曽々保利、山鹿比咩）を祀る。本殿の裏に倭姫社があり、倭姫命が祀られている。

## 歴史
天照大神の御霊代を祀る地を求めて旅をしていた倭姫命は、垂仁天皇14年、美濃国伊久良河宮（現岐阜県瑞穂市居倉天神神社と伝えられる）から尾張の神戸であった当地しばらく滞在し、神体を宮山に祀った。その後、地元の人々によって社殿が作られたのが当社の始まりであると伝える。社伝によれば、その時の社殿は全て丸い柱で造られ、草葺きの屋根で吹き抜けであったという。
斉衡3年（856年）、文徳天皇の勅命により伊勢神宮から、大邑刃自・小邑刃自の2名の酒造師がこの地に派遣され、伊勢神宮にお供えする御神酒を造ったと伝えられる。このことから、清酒の醸造が最初に行われた所といわれている。「酒見」の社名もこれに因むものである。

## 境内
社殿は北向きとなっており、伊勢神宮のある南の方向に向かって拝礼することになる。また、本殿の裏にある倭姫社は、壁が無い吹き抜け構造の社殿である。
黒酒、白酒を納めたといわれる大甕（鎌倉時代作という）が社殿のそばにあり、社殿の前には酒を造るのに用いたという酒槽石がある。

## 文化財
- 半円方形帯変形四獣鏡（一宮市指定文化財）

## 都市伝説
この神社には地元に伝わる珍しい都市伝説が残る。
一つ目は、社殿は北向きいう珍しい建物の為、戦後は「逆見（さかみ）神社」とも呼ばれた事。二つ目は住所が（今）伊勢町（本）神戸と伊勢神宮にかなり強い対抗心の高い住所名の為、この神社の神は伊勢に対抗して立てられたという話が残っている。

## 交通アクセス
- 東海道本線尾張一宮駅、名古屋鉄道名古屋本線尾西線名鉄一宮駅より徒歩20分（約1.5km）。
- i-バス（一宮市循環バス）、酒見神社前バス停よりすぐ。
- 愛知県道190号名古屋一宮線酒見神社前交差点よりすぐ。